# Tathorhynchus nigra
Tathorhynchus nigra là một loài bướm đêm trong họ Erebidae.